# Џоун Дидион
Џоан Дидион (енгл. Joan Didion; Сакраменто, Калифорнија, 5. децембар 1934 — Њујорк, 23. децембар 2021) била је америчка списатељица и новинарка. Сматра се једним од пионира новог новинарства заједно са Геј Талесеом, Хантером С. Томпсоном и Томом Волфом.
Дидионова каријера почела је 1950-их након што је победила на такмичењу за есеје које је спонзорисао часопис Vogue. Током своје каријере, Дидион је писала есеје за многе часописе, укључујући The Saturday Evening Post, Life, Esquire, The New York Review of Books и The New Yorker. Њено писање током 1960-их до касних 1970-их ангажовало је публику у стварности контракултуре 1960-их, холивудског стила живота и историје и културе Калифорније. Дидионово политичко писање 1980-их и 1990-их често се концентрисало на подтекст политичке реторике и спољне политике Сједињених Држава у Латинској Америци. Године 1991. написала је најранији чланак мејнстрим медија у којем је сугерисала да је петорка из Централ Парка погрешно осуђена. Године 2005. Дидион је освојила Националну награду за књижевност и била је финалисткиња и Награде Националног круга критичара књиге и Пулицерове награде за Годину магијског мишљења, мемоара године након смрти њеног супруга, писца Џона Грегорија Дана. Касније је адаптирала књигу у представу која је премијерно приказана на Бродвеју 2007. Председник Барак Обама јој је 2013. године доделио Националну медаљу за хуманистичке науке. Дидион је профилисана у Нетфлик документарцу The Center Will Not Hold, који је режирао њен нећак Грифин Дан, 2017.

## Рани живот и образовање
Дидион је рођена 5. децембра 1934. у Сакраменту, Калифорнија, у породици Едуене (рођена Џерет) и Френка Риза Дидиона. Имала је пет година млађег брата Џејмса Џерета Дидиона, који је био извршни директор за некретнине. Дидион се присетила да је писала ствари већ са пет година,  иако је рекла да себе никада није видела као писца све док њено дело није објављено. Идентификовала се као „стидљиво, књишко дете“ које се натерало да превазиђе друштвену анксиозност кроз глуму и јавни наступ, а која је такође била страствени читалац. Своју адолесценцију је провела куцајући дела Ернеста Хемингвеја да би сазнала више о томе како функционишу структуре реченица.
Дидионово рано образовање било је нетрадиционално. Похађала је вртић и први разред, али пошто је њен отац био официр за финансије у Ваздухопловном корпусу и породица се стално селила, није редовно похађала школу.  Године 1943. или почетком 1944. њена породица се вратила у Сакраменто, а њен отац је отишао у Детроит да преговара о одбрамбеним уговорима за Други светски рат. Дидион је написала у својим мемоарима из 2003. Where I Was From (Одакле сам била) да се због честог пресељења осећала као да је вечити аутсајдер.
Дидион је 1956. године стекла диплому енглеског језика на Калифорнијском универзитету у Берклију  Током своје последње године, освојила је прво место на такмичењу есеја "Prix de Paris" које је спонзорисао Vogue, и добила је посао асистента истраживача у часопису. Тема њеног победничког есеја била је архитекта из Сан Франциска Вилијам Вурстер.

## Каријера

### Vogue
Током својих седам година у Vogue-у, од 1956. до 1964. године, Дидион је напредовала од промотивног писца текстова до сарадника уредника.Mademoiselle је објавила Дидионов чланак "Berkeley’s Giant: The University of California"  (Берклијев див: Универзитет у Калифорнији) у јануару 1960. Док је била у Vogue, и носталгирала за Калифорнијом, написала је свој први роман, Run, River (1963), о породици у Сакраменту како се распада. Писац и пријатељ Џон Грегори Дан јој је помогао да уреди књигу. Дан је писао за часопис Time и био је млађи брат писца, бизнисмена и водитеља телевизијске мистериозне емисије Доминика Дана. Она и Дан венчали су се 1964.
Дидион и Дан су се преселили у Лос Анђелес 1964. године, намеравајући да остану само привремено, али је Калифорнија остала њихов дом наредних 20 година. Године 1966. усвојили су ћерку коју су назвали Кинтана Ру Дан. Пар је написао многе задатке за киоске и часописе. „Она и Дан су почели да раде тај посао са намером да покрију рачуне, а онда још мало“, известио је Нејтан Хелер за The New Yorker. „Њихове [Saturday Evening] Post тарифе су им омогућиле да изнајме рушевну холивудску вилу, купе Corvette Stingray, боје банане, подигну дете и добро вечерају“.
Дидион је живела у Лос Фелису, Лос Анђелес, од 1963. до 1971. године; након осам година живота у Малибуу, она и Дан су живели у Брентвуд парку, мирном, богатом, стамбеном крају Лос Анђелеса.

### Тетурање ка Витлејему
Године 1968, Дидион је објавила своју прву публицистичку књигу, Slouching Towards Bethlehem (Тетурање ка Витлејему), збирку чланака из часописа о њеним искуствима у Калифорнији. Slouching Towards Bethlehem описан је као пример новог новинарства, који користи писање налик роману да покрије нефикцијске реалности хипи контракултуре. Писала је из своје личне перспективе; додајући своја осећања и сећања о ситуацијама, измишљајући детаље и цитате како би приче учинили живописнијим, и користећи многе метафоре како би читалац боље разумео поремећај присутан у темама њених есеја, било да су у питању политичари, уметници, или америчко друштво. The New York Times је окарактерисао њено писање као „грациозност, софистицираност, нијансе, [и] иронију“.

### 1970-их
Дидионов роман Play It as It Lays, смештен у Холивуду, објављен је 1970. године, а A Book of Common Prayer се појавио 1977. године. Године 1979. објавила је A Book of Common Prayer, још једну колекцију чланака који су се раније појављивали у Life]], Esquire, The Saturday Evening Post, The New York Times, и The New York Review of Books.  У насловном есеју The White Album, Дидион документује епизоду коју је доживела у лето 1968. Након психијатријског прегледа, дијагностикован јој је напад вртоглавице и мучнине. Након периода делимичног слепила 1972. године, дијагностикована јој је мултипла склероза, али је остала у ремисији током целог живота. У свом есеју под насловом "In Bed" ("У кревету"), Дидион објашњава да је искусила хроничне мигрене.
Дан и Дидион су блиско сарађивали већи део својих каријера. Велики део њиховог писања је стога испреплетен. Они су заједно написали низ сценарија, укључујући филмску адаптацију њеног романа Play It as It Lays 1972. у којем су глумили Ентони Перкинс и Тјуесдеј Велд и сценарио за филм Звезда је рођена из 1976. године. Такође су провели неколико година прилагођавајући биографију новинарке Џесике Савич у филму Роберта Редфорда и Мишел Фајфер из 1996. Up Close & Personal (Нешто сасвим лично).

### 1980-их и 1990-их
Дидионов есеј Salvador (Салвадор) (1983) написан је након двонедељног путовања у Салвадор са њеним мужем. Следеће године објавила је роман  Democracy (Демократија), причу о дугој, али неузвраћеној љубавној вези између богате наследнице и старијег човека, официра ЦИА, у позадини Хладног и Вијетнамског рата. Њена публицистичка књига Miami (Мајами) из 1987. бавила се различитим заједницама у том граду.  Године 1988. Дидион се преселила из Калифорније у Њујорк.
У проницљивом делу New York Review of Books из 1991. године, годину дана након што су различита суђења Central Park Five завршена, Дидион је сецирала озбиљне недостатке у случају тужилаштва, поставши први мејнстрим писац који је осуђујуће пресуде посматрао као погрешне пресуде. Она је сугерисала да су оптужени проглашени кривима због друштвено-политичког наратива са расним призвуком који је помутио пресуду суда.
Године 1992. Дидион је објавила After Henry, збирку од дванаест географских есеја и лични споменик Хенрију Робинсу, који је био Дидионов пријатељ и уредник до његове смрти 1979. Објавила је The Last Thing He Wanted, романтични трилер, 1996.

### Година магијског мишљења
Године 2003, Дидионина ћерка Кинтана Ру Дан добила је упалу плућа која је напредовала до септичког шока и била је у коми на јединици интензивне неге када је Дидионин муж изненада преминуо од срчаног удара 30. децембра  . Дидион је одложила сахрану отприлике три месеца док Кинтана није био довољно здрава да присуствује.
Дана 4. октобра 2004, Дидион је почела да пише The Year of Magical Thinking (Година магијског мишљења) , нарацију о њеном одговору на смрт њеног мужа и тешку болест њихове ћерке. Завршила је рукопис 88 дана касније у новогодишњој ноћи. Написана у доби од 70 година, ово је била њена прва публицистичка књига која није била збирка задатака из часописа. Рекла је да је сматрала да је каснији процес сређивања књиге био веома терапеутски током њеног периода жалости. Документујући тугу коју је доживела након изненадне смрти свог супруга, књига је названа „ремек-дело два жанра: мемоарско и истраживачко новинарство” и добила је неколико награда.
У посети Лос Анђелесу након очеве сахране, Кинтана је пала на аеродрому, ударила главом о тротоар и захтевала операцију мозга због хематома. Након што је напредовала ка опоравку 2004. године, Кинтана је умрла од акутног панкреатитиса 26. августа 2005. године, са 39 година, током Дидионове промоције у Њујорку за Годину магиског мишљења. Дидион је писала о Кинтаниној смрти у књизи Blue Nights (Плаве ноћи) из 2011.

### 2000-те
Дидион је живела у стану у источној 71. улици на Менхетну 2005. године. Everyman's Library објавила We Tell Ourselves Stories in Order to Live, 2006. зборник већег дела Дидионовог писања, укључујући пун садржај њених првих седам објављених публицистичких књига (Slouching Towards Bethlehem, The White Album, Salvador, Miami, After Henry, Political Fictions, и Where I Was From), са уводом њеног савременика критичара John Leonard-а.
Дидион је почела да ради са енглеским драматургом и редитељем Дејвидом Хејром на адаптацији за једну жену Годину магијског мишљења 2007. У продукцији Скота Рудина, у бродвејској представи је учествовала Ванеса Редгрејв. Иако је Дидион оклевала да пише за позориште, на крају је открила да је жанр, који је за њу био нов, узбудљив.
Дидион је написала ране нацрте сценарија за неименовани ХБО биографски филм у режији Роберта Бентона о Катрин Грајам. Извори кажу да би то могло да прати извештавање листа о скандалу Вотергејт.

### Каснији радови
Knopf је 2011. објавио Blue Nights (Плаве ноћи), мемоаре о старењу који су се такође фокусирали на Дидионин однос са њеном покојном ћерком. Уопштено говорећи, књига се бави стрепњама које је Дидион искусила у вези са усвајањем и подизањем детета, као и процесом старења.
Фотографија Дидион коју је снимио Јуерген Теллер коришћена је у оквиру пролећно-летње кампање луксузног француског модног бренда Целине 2015. године, док ју је раније компанија за одећу Гап представљала у кампањи 1989. године. Дидионин нећак Грифин Дан режирао је Нетфлик документарац о њој из 2017, Joan Didion: The Center Will Not Hold (Џоан Дидион: Центар неће издржати). У њему Дидион говори о свом писању и личном животу, укључујући смрт свог мужа и ћерке, додајући контекст својим књигама Година магиског размишљања и Плаве ноћи.
Године 2021. Дидион је објавила Let Me Tell You What I Mean (Дозволите ми да вам кажем шта мислим), збирку од 12 есеја које је написала између 1968. и 2000.

## Смрт
Дидион је умрла од компликација Паркинсонове болести у свом дому на Менхетну 23. децембра 2021. године у 87. години.

## Стил и теме писања
Дидион је структуру реченице посматрала као суштинску за њен рад. У чланку New York Times-а  „Зашто пишем“ (1976), Дидион је приметила: „Промена структуре реченице мења значење те реченице, исто тако дефинитивно и нефлексибилно као што положај камере мења значење фотографисани објекат... Распоред речи је битан, а распоред који желите може се наћи на слици у вашем уму... Слика вам говори како да распоредите речи и распоред речи вам говори, или говори ја, шта се дешава на слици“.
Дидион је била под великим утицајем Ернеста Хемингвеја, чије писање ју је научило важности како реченице функционишу у тексту. Њени други утицаји су укључивали Џорџа Елиота и Хенрија Џејмса, који су писали "савршене, индиректне, компликоване реченице".
Дидион је такође била посматрач новинар, верујући да је разлика између процеса фикције и нефикције елемент открића који се дешава у нефикцији, што се дешава не током писања, већ током истраживања.
Ритуали су били део Дидионовог креативног процеса. На крају дана, направила би паузу у писању како би се уклонила са „страница“, говорећи да без дистанце не може да прави одговарајуће измене. Дан би завршавала исецањем и уређивањем прозе, а не рецензирајући рад до следећег дана. Спавала би у истој просторији у којој је и њен посао, говорећи: "То је један од разлога зашто идем кући у Сакраменто да завршим ствари. Некако те књига не напушта када си поред ње." 
У озлоглашеном есеју из 1980. године "Joan Didion: Only Disconnect" ("Џоун Дидион: Само се искључи"), Барбара Грицути Харисон назвала је Дидион „неурастеничном Шер“ чији је стил био „врећа трикова“ и чији је „субјект увек она сама“. Године 2011, New York је известио да критике Харисона „још увек изазивају њену (Дидионову) несрећу, деценијама касније“.
Критичар Хилтон Алс је сугерисао да се Дидион често поново чита „због искрености гласа“.

## Лични живот
Неколико година у својим двадесетим, Дидион је била у вези са Ноелом Е. Парментелом млађим, политичким стручњаком и ликом на њујоршкој књижевној и културној сцени. Према Дидионином мужу, Џону Грегорију Дана, Дан ју је упознао преко Парментела и били су пријатељи шест година пре него што су започели романтичну везу. Изјавио је да су имали слављенички ручак након што је Дан прочитала галије за свој први роман Run, River и док је „[ње]на друга била ван града. Десило се“. Дидион и Дан су се касније венчали у јануару 1964. и остали до његове смрти од срчаног удара 2003. године. Прекинувши дуготрајно ћутање о Дидиону, чији се рад залагао и за који је пронашао издаваче, Парментел је интервјуисан за чланак из New York магазина из 1996. године. Парментела је 1970-их наљутило оно што је осећао као његов танко прикривени портрет у Дидионовом роману A Book of Common Prayer (Књига заједничке молитве).
Републиканка у својим раним годинама, Дидион је касније одлутала ка Демократској странци, „а да уопште није подржала њихова суштинска уверења“.
Још 2011. пушила је тачно пет цигарета дневно.

## Награде и почасти
- 1981: Изабрана је у Америчку академију уметности и књижевности.[55]
- 1996: Медаља Едварда Мекдауела.[56]
- 2002: Књижевна награда Сент Луиса од сарадника библиотеке Универзитета Сент Луис.[57][58]
- 2005: Национална књижевна награда за публицистику за Годину магијског мишљења.[59]
- 2006: Златна плоча Америчке академије за достигнућа.[60][61]
- 2006: Изабрана у Америчко филозофско друштво.[62]
- 2007: Prix Medicis Essais за Годину магијског мишљења.
- 2007: Медаља Националне фондације за књигу за изузетан допринос америчком писму.[63][64]
- 2007: Награда Удружења америчких писаца Евелин Ф. Бурки.[65]
- 2009: Почасни доктор књижевности Универзитета Харвард.[66]
- 2011: Почасни доктор књижевности Универзитета Јејл.[67]
- 2013: Национална медаља за хуманистичке науке коју је уручио председник Барак Обама.[7][68]
- 2013: Награда за животно дело, ПЕН центар САД.[26]

## ИзложбаЏоун Дидион: Шта она значи
Музеј Хамер на Универзитету Калифорније у Лос Анђелесу организовао је изложбу Joan Didion: What She Means (Џоан Дидион: Шта она значи). У организацији сарадника и писца The New Yorker Хилтона Алса, групна емисија је била приказана од 2022. године и требало би да отпутује у Музеј уметности Перез у Мајамију 2023. године. Џоан Дидион: Шта она значи одаје почаст писцу и мислиоцу кроз сочиво скоро 50 модерних и савремених међународних уметника као што су Феликс Гонзалес-Торес до Бети Сар, Вија Селминс, Марен Хасинџер, Силке Ото-Кнап, Џон Кох, Ед Руша, Пат Стеир, између осталих.

## Објављени радови

### Фикција
- Run, River (1963)[71]
- Play It as It Lays (Играј како коцка падне) (1970)[71]
- A Book of Common Prayer (Књига заједничких молитави) (1977) [71]
- Democracy (Демократија) (1984) [71]
- The Last Thing He Wanted (Последња ствар коју је желео) (1996) [71]

### Документарна литература
- Slouching Towards Bethlehem (Тетурање ка Витлејему) (1968)[71]
- The White Album (Бели албум) (1979) [71]
- Salvador (Салвадор) (1983) [71]
- Miami (Мајами) (1987) [71]
- After Henry (После Хенрија) (1992) [71]
- Political Fictions (Политичке фикције) (2001) [71]
- Where I Was From (Одакле сам био) (2003) [71]
- Fixed Ideas: America Since 9.11 (Фиксне идеје: Америка од 9.11) (2003; есеј први пут објављен у издању The New York Review of Books од 16. јануара 2003.) [71]
- Vintage Didion (2004; одабрани одломци претходних радова) [72]
- The Year of Magical Thinking (Година магијског мишљења) (2005) [71]
- We Tell Ourselves Stories in Order to Live: Collected Nonfiction (Причамо себи приче да бисмо живели: сабрана документарна литература) (2006; укључује њених првих седам томова публицистике) [71]
- Blue Nights (Плаве ноћи) (2011) [71]
- South and West: From a Notebook (Југ и Запад: Из свеске) (2017) [71]
- Let Me Tell You What I Mean (Дозволите ми да вам кажем шта мислим) (2021) [73]

### Сценарије и представе
- The Panic in Needle Park (Паника у парку дрога) (1971) (са супругом Џоном Грегоријем Даном по роману Џејмса Милса)
- Play It as It Lays (1972) (са Џоном Грегоријем Даном и засновано на њеном истоименом роману)
- A Star Is Born (Звезда је рођена) (1976) (са Џоном Грегоријем Даном)
- True Confessions (1981) (са Џоном Грегоријем Даном и засновано на његовом истоименом роману)
- Up Close & Personal (Нешто сасвим лично) (1996) (са Џоном Грегоријем Даном)
- The Year of Magical Thinking (Година магијског размишљања) (2007) (сценска представа према њеној књизи)